# Elasmus vicinus
Elasmus vicinus är en stekelart som beskrevs av Girault 1912. Elasmus vicinus ingår i släktet Elasmus och familjen finglanssteklar. Inga underarter finns listade i Catalogue of Life.